# بيت النحيم (الحيمة الداخلية)

تعديل مصدري - تعديل

بيت النحيم هي إحدى قرى عزلة بني يوسف بمديرية الحيمة الداخلية التابعة لمحافظة صنعاء، بلغ تعداد سكانها 375 نسمة حسب تعداد اليمن لعام 2004.